# Fiat Nuova 500 Giannini
Nel 1963 il costruttore romano Giannini iniziò la produzione di modelli elaborati sulla base della Fiat Nuova 500, diventando il massimo concorrente dell'Abarth per la personalizzazione della piccola di casa FIAT.
Il primo modello presentato fu la 500 TV (dove TV sta per Turismo Veloce). A seguire vennero presentati diversi modelli stradali e da competizione.
Furono inoltre commercializzate le popolari "cassette di trasformazione Giannini", che consentivano di modificare la Fiat Nuova 500 rendendola più aggressiva e sportiva, come per il concorrente Abarth.

## Modelli Prodotti
Stradali:
- Giannini 500 TV TVS (1963)
- Giannini 500 GT (1963) (582 cm³)
- Giannini 590 GT (1964)
- Giannini 700/4C (1966)
- Giannini 500 Elettrica (1967)
- Giannini 650 NP
- Giannini 700R
- Giannini 350 EC (1974)

Da competizione:
- Giannini 500 Montecarlo (1967)
- Giannini 590 Vallelunga (1969)
- Giannini 650 Modena (1971)